# 帕里什 (伊利諾伊州)
帕里什（英語：Parrish）是位於美國伊利諾伊州富蘭克林縣的一個非建制地區。該地的面積和人口皆未知。

## 地理
帕里什的座標為37°56′29″N 88°48′46″W / 37.94139°N 88.81278°W，而該地的平均海拔高度為134米（即440英尺）。